# Gregorčičev slap
Gregorčičev slap je prvi in najvišji slap na potoku Volarja. Visok je 88 m in se nahaja med vasjo Selce in Vrsno. Ime je slap dobil po pesniku Simonu Gregorčiču. 
Do slapu pelje pešpot z izhodiščem v vasi Selce. Pohod traja približno eno uro.  Poleg tega slapa je v t. i. Dolini slapov nad vasjo Selce še nekaj drugih slapov na potoku Malenšček in Volarja. Največji je slap Brinta, znan pa je še spodnji Gregorčičev slap.